# Heinz Imboden
Pour les articles homonymes, voir Imboden.
Heinz Imboden, né le 4 janvier 1962 à Bleienbach, dans le canton de Berne, est un coureur cycliste suisse, professionnel de 1985 à 1996.

## Biographie
Son fils Simon a également été coureur cycliste au niveau amateur.

## Palmarès

### Palmarès amateur
- 1983
  -  Champion de Suisse sur route amateurs
  -  Médaillé d'argent du championnat du monde du contre-la-montre par équipes
  - 2e du Grand Prix Guillaume Tell
  - 3e du Tour du lac Léman
  - 3e du Grand Prix de Genève
- 1984
  - Circuit des Ardennes :
    - Classement général
    - 3e étape (contre-la-montre)

  - 3e du Tour du Loir-et-Cher
  - 3e du Grand Prix Guillaume Tell

### Palmarès professionnel
| - 1985 - 3e du championnat de Suisse sur route - 3e du Grand Prix du canton de Zurich - 1986 - Grand Prix Guillaume Tell : - Classement final - Prologue et 2eb étape (contre-la-montre) - 2e du Grand Prix Pino Cerami - 2e de la Coppa Agostoni - 4e de Gand-Wevelgem - 9e de Tirreno-Adriatico - 10e de Liège-Bastogne-Liège - 1987 - 3e du Tour d'Irlande - 1989 - GP Brissago - 2e étape du Tour de France (contre-la-montre par équipes) - 1990 - 3e de la Kika Klassic - 1991 - 1re et 3e étapes du Tour de Suisse - Grand Prix Beeckman-De Caluwé - 3e du Tour de Grande-Bretagne | - 1992 - 9e du Tour de Suisse - 1993 - 2e du Tour méditerranéen - 7e de la Wincanton Classic - 1994 - 7e étape du Tour de Suisse - 3e de Coire-Arosa - 4e du Tour de Suisse - 1995 - Tour du Trentin : - Classement général - 2e étape - 8e du Tour d'Italie - 9e de la Flèche wallonne - 9e de Liège-Bastogne-Liège |  |

## Résultats sur les grands tours

### Tour de France
3 participations
- 1987 : abandon (22e étape)
- 1989 : abandon (10e étape), vainqueur de la 2e étape (contre-la-montre par équipes)
- 1996 : abandon (6e étape)

### Tour d'Italie
6 participations
- 1985 : 70e
- 1986 : 61e
- 1993 : 17e
- 1994 : abandon (21e étape)
- 1995 : 8e
- 1996 : 50e